# Dancing Queen (Cher)
Dancing Queen è un album in studio di cover della cantante e attrice statunitense Cher, pubblicato il 28 settembre 2018 dalla Warner Bros. Records.

## Descrizione
Si tratta del primo disco di Cher in cinque anni: il precedente Closer to the Truth è uscito nel 2013.
L'album contiene dieci cover del gruppo svedese ABBA, con il titolo che fa riferimento al brano Dancing Queen del 1976, tra i più famosi della band.
L'album inoltre fa seguito alla partecipazione di Cher al film musicale Mamma Mia! Ci risiamo (Mamma Mia! Here We Go Again), basato appunto sulla musica degli ABBA.
Per promuovere l'album, l'artista ha intrapreso dal settembre 2018 un tour chiamato Here We Go Again Tour, con tappe in Oceania e Nord America.

## Tracce
Testi e musiche di Benny Andersson, Björn Ulvaeus e Stig Anderson, eccetto dove indicato.
1. Dancing Queen – 3:42
2. Gimme! Gimme! Gimme! (A Man After Midnight) – 4:11 (Stig Anderson, Björn Ulvaeus)
3. The Name of the Game – 4:48
4. SOS – 3:22
5. Waterloo – 2:52
6. Mamma Mia – 3:34
7. Chiquitita – 5:14
8. Fernando – 3:57
9. The Winner Takes It All – 4:32 (Stig Anderson, Björn Ulvaeus)
10. One of Us – 3:53 (Stig Anderson, Björn Ulvaeus)

## Classifiche

### Posizioni massime
| Classifica (2018) | Posizione massima |
| ----------------- | ----------------- |
| Italia            | 8                 |